# Faouzia
Faouzia Ouihya (en árabe: فوزية أويحيى‎, Fawziya Uwīḥiya, 5 de julio del 2000), conocida monónimamente como Faouzia, es una cantautora y música marroquí-canadiense. Nacida en Marruecos, se mudó con su familia a Canadá a una edad temprana. Durante ese tiempo aprendió a tocar varios instrumentos y comenzó a componer sus primeras canciones. Lanzó varios sencillos y colaboró con muchos músicos en la voz y la composición de canciones antes de lanzar su EP debut, Stripped, en agosto de 2020. 

## Vida y carrera

### 2000–2014: Primeros años
Faouzia Ouihya nació en Casablanca, Marruecos y se mudó con su familia a la edad de un año a Notre-Dame-de-Lourdes, Manitoba en Canadá, antes de establecerse en la ciudad rural de Carman, Manitoba. Tiene dos hermanas: Samia (una de sus mánagers) y Kenza (su fotógrafa). Fue criada como musulmana y viajaba a menudo a su país natal. Faouzia dijo que se siente «muy conectada con el país y la región [de África del Norte]. Aunque crecí en Canadá, crecí comiendo comida marroquí [y] vistiendo atuendos marroquíes». En una entrevista, reveló que ella se sintió excluida cuando era niña, diciendo «tal vez no solo encajar es lo más grande que he tenido que superar». Su primera composición se inspiró en este sentimiento de exclusión, en el que abrazaba las diferencias de las personas. Su pasión por la música comenzó a la edad de cuatro años cuando vio a su hermana Samia tocar el piano, deseando poder aprender a tocarlo. Faouzia comenzó a escribir canciones y poemas cuando tenía cinco años y a tocar el piano a los seis. Más tarde estudió cómo tocar la guitarra y el violín. Habla con fluidez inglés, francés y árabe; este último es el que más usa con su familia.

### 2015–2019: Inicios de carrera
En 2015, a la edad de 15 años, ganó tres premios en La Chicane Éléctrique. Ella empezó subiendo sus propias canciones y otras versiones a YouTube lo que llevó a un contrato con Paradigm Talent Agency. Gracias a su éxito inicial, lanzó su sencillo debut «Knock on My Door» el 1 de noviembre a través de varias plataformas.
En 2016, ganó el segundo lugar en el Emerging Artist Mentorship Program del Paseo de la Fama de Canadá. En 2017, recibió el Gran Premio en el concurso de música de Nashville Unsigned Only. Ese mismo año colaboró con el artista de Manitoba Matt Epp en su sencillo «The Sound», y ganó la International Songwriting Competition, la competición de cantautores más grande del mundo. Los dos son los primeros canadienses en los 16 años de historia de la competencia en ganar el premio mayor, superando a otras 16,000 entradas de 137 países diferentes. También actuó con la Winnipeg Symphony Orchestra en The Forks, Winnipeg, celebrando el 150.º aniversario de Canadá.
Faouzia aparece como artista invitada en la canción «Battle» del álbum de estudio de David Guetta 7, anunciado el 24 de agosto de 2018. En una entrevista en francés con Le Matin, Guetta notó la gran voz, el poderoso vibrato y el estilo único de Faouzia al mencionar la razón por la que la eligió para su álbum. Faouzia recordó que «todavía estaba en la escuela secundaria cuando escuché la noticia de que había una posibilidad de que yo trabajara con él», y afirmó que era «uno de los momentos de mi carrera más orgullosos, hasta ahora». En ese momento, ella estaba inscrita en la Universidad de Manitoba, con especialización en ingeniería informática. También apareció como artista invitada en la canción «Money» en el álbum de estudio Destin del rapero francés Ninho. La canción obtuvo una certificación de oro en Francia.

### 2020–present:Stripped, Citizensy próximo álbum debut
El 16 de abril de 2020, fue invitada por Kelly Clarkson para hacer la versión árabe de su canción «I Dare You». Aproximadamente un mes después, el dúo sueco de EDM Galantis la invitó a participar en su canción «I Fly» para la banda sonora de la película ¡Scooby!.
Faouzia lanzó su primera EP, Stripped, el 6 de agosto de 2020. Cuenta con las versiones acústicas de 5 canciones lanzadas anteriormente más la versión acústica de una nueva canción, llamada «100 Bandaids». Para promocionar el EP, Faouzia interpretó las canciones en vivo en un concierto en el Teatro Burton Cummings el 20 de agosto.
El 5 de noviembre de 2020, se lanzó su canción «Minefields» junto con John Legend. En julio de 2021, Faouzia reveló que ha estado trabajando en su álbum de estudio debut durante algunos años. También lanzó los sencillos «Don't Tell Me I'm Pretty», «Hero» y «Puppet».
El 30 de marzo de 2022, además de lanzar su sencillo «RIP, Love», anunció una EP titulada Citizens que serviría como una precuela de su álbum de estudio debut.

## Arte

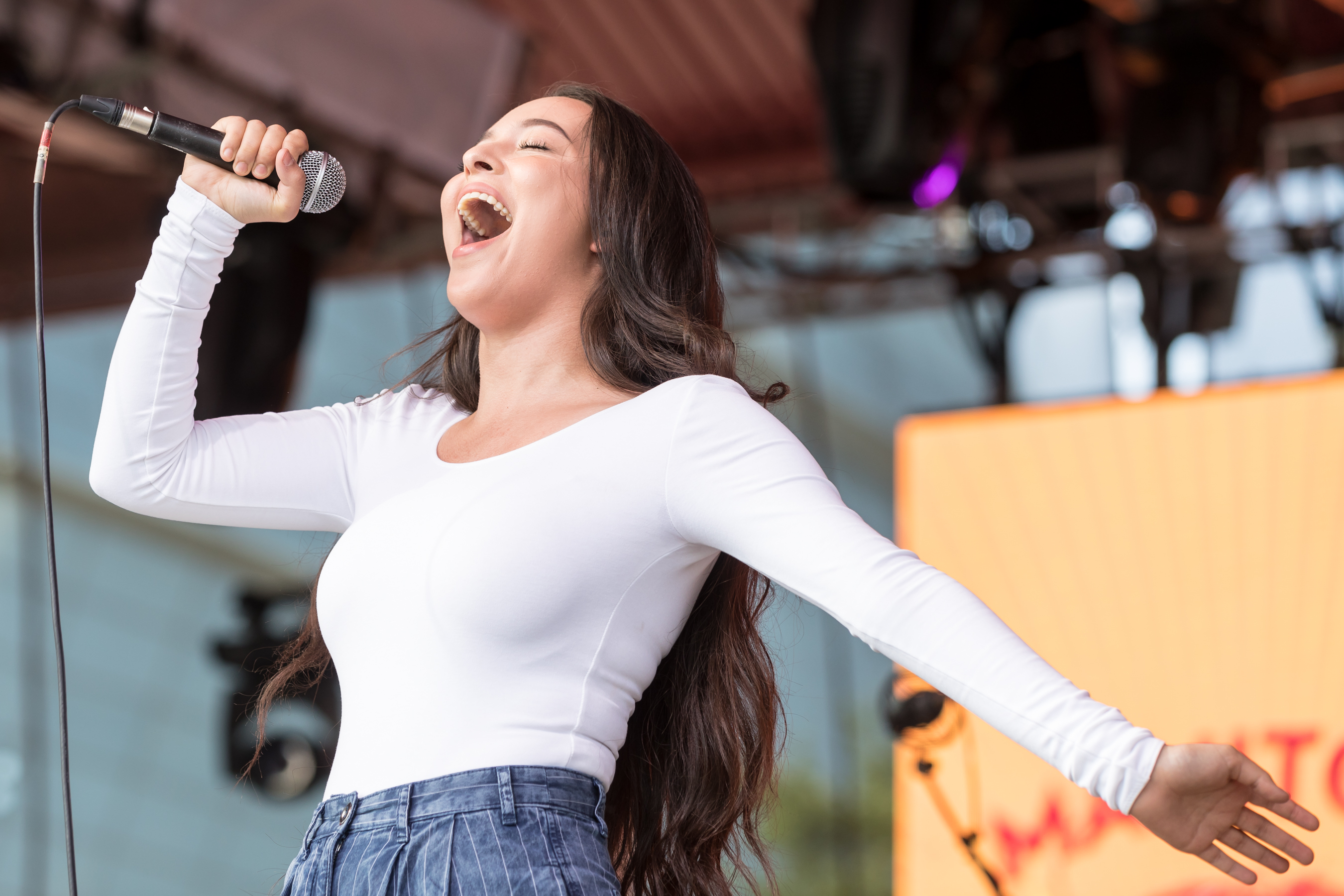
Faouzia cantando en los Juegos de Verano de Canadá 2017

### Estilo musical y temas
Faouzia es una artista de pop, R&B, synth pop, y pop acústico. Ha descrito su música como «emocional» e «intensa». Sus primeras composiciones se inspiraron en gran medida en personas cercanas a ella. Sin embargo, sus canciones posteriores fueron más personales ya que «realmente quería mi corazón en mi historia». Gloria Morey señaló que su música tiene «los elementos musicales de las canciones pop optimistas que a menudo contienen letras bastante superficiales, pero las letras de Faouzia son muy significativas y, bueno, lo opuesto a superficial».[cita requerida] Faouzia posee un potencial rango vocal de coloratura mezzo-soprano. Faouzia canta principalmente en idioma inglés, presentando tonalidades árabes en su voz. También ha hecho presentaciones en árabe y en francés.

### Influencias
Faouzia cita a sus padres y hermanas como su mayor influencia para seguir una carrera musical. Creció escuchando a los músicos pop Céline Dion, Rihanna, Lady Gaga, Ariana Grande, Rosalía, Beyoncé, Sia, Adele, Kelly Clarkson, y John Legend. Acerca de Rihanna, dijo que «siempre ha sido una inspiración para mí mientras crecía y lo sigue siendo hasta el día de hoy». Faouzia agregó que ella, Beyoncé, Lady Gaga y Sia son sus principales influencias como compositoras. Dijo que «Say Something» de A Great Big World y «Hello» de Adele son algunas de sus canciones favoritas. A una edad temprana, escuchó junto a sus padres actos de música árabe como Umm Kulthum y Fairuz. Faouzia declaró que «son dos de mis artistas favoritos de todos los tiempos». También escuchó a Assala Nasri y Khaled. Cuando estaba aprendiendo música, escuchaba a los compositores Chopin, Bach y Mozart. Las bandas de pop rock Fall Out Boy e Imagine Dragons también han sido influencias para ella, y asistió a uno de los conciertos de este último.

## Discografía

### EPs
| Título   | Detalles del EP                                                                                            | Notas |
| -------- | --- | --- |
| Stripped | - Lanzamiento: 6 de agosto de 2020 - Discográfica: Atlantic Records - Formato: Descarga digital, streaming | Lista de canciones 1. «How It All Works Out» (3:24) 2. «Bad Dreams» (2:51) 3. «Tears of Gold» (4:10) 4. «You Don't Even Know Me» (3:02) 5. «100 Bandaids» (2:38) 6. «Born Without a Heart» 3:49) |
| Citizens | - Lanzamiento: 19 de mayo de 2022 - Discográfica: Atlantic Records - Formato: Descarga digital, streaming  | Lista de canciones 1. «RIP, Love» 2. «Thick and Thin» 3. «Anybody Else» 4. «SoLie» 5. «I Know» 6. «Don't Tell Me I'm Pretty» 7. «Minefields» 8. «Puppet»                                         |

### Sencillos

#### Como artista principal
| Título | Año  | Posicionamiento en listas | Posicionamiento en listas | Posicionamiento en listas | Posicionamiento en listas | Posicionamiento en listas | Posicionamiento en listas | Posicionamiento en listas |     | Álbum               |
| Título | Año  | BEL (Val)                 | CAN AC                    | CAN CHR                   | CAN Digital               | FRA                       | LIB                       | MAL                       | SGP | Álbum               |
| --- | ---- | ------------------------- | ------------------------- | ------------------------- | ------------------------- | ------------------------- | ------------------------- | ------------------------- | --- | ------------------- |
| «Knock on My Door» | 2015 | —                         |                           | —                         | —                         | —                         | —                         | —                         | —   | Sencillos sin álbum |
| «My Heart's Grave» | 2017 | —                         | —                         | —                         | —                         | —                         | —                         | —                         | —   | Sencillos sin álbum |
| «Closed Door» | 2017 | —                         | —                         | —                         | —                         | —                         | —                         | —                         | —   | Sencillos sin álbum |
| «Bad Dreams (Stripped)» | 2018 | —                         | —                         | —                         | —                         | —                         | —                         | —                         | —   | Stripped            |
| «This Mountain» | 2018 | —                         | —                         | —                         | —                         | —                         | —                         | —                         |     | Sencillos sin álbum |
| «Exothermic (Piano Version)» | 2019 | —                         | —                         | —                         | —                         | —                         | —                         | —                         | —   | Sencillos sin álbum |
| «Born Without a Heart» | 2019 | —                         | —                         | —                         | —                         | —                         | —                         | —                         | —   | Sencillos sin álbum |
| «You Don´t Even Know Me» | 2019 | —                         | —                         | 46                        | —                         | —                         | —                         | —                         | —   | Sencillos sin álbum |
| «Tears of Gold» | 2019 | —                         | —                         | —                         | —                         | —                         | —                         | —                         | —   | Sencillos sin álbum |
| «Tears of Gold (Stripped)» | 2019 | —                         | —                         | —                         | —                         | —                         | —                         | —                         | —   | Stripped            |
| «The Road» | 2020 | —                         | —                         | —                         | —                         | —                         | —                         | —                         | —   | Sencillos sin álbum |
| «Wake Me When It’s Over» | 2020 | —                         | —                         | —                         | —                         | —                         | —                         | —                         | —   | Sencillos sin álbum |
| «Secrets» | 2020 | —                         | —                         | —                         | —                         | —                         | —                         | —                         | —   | Sencillos sin álbum |
| «How It All Works Out» | 2020 | —                         | —                         | —                         | —                         | —                         | —                         | —                         | —   | Sencillos sin álbum |
| «How It All Works Out (Stripped)»                                                                                                 | 2020 | —                         | —                         | —                         | —                         | —                         | —                         | —                         | —   | Stripped            |
| «Minefields» (junto con John Legend)                                                                                              | 2020 | —                         | —                         | —                         | 45                        | 43                        | —                         | —                         | —   | Citizens            |
| «Don't Tell Me I'm Pretty» | 2020 | —                         | —                         | —                         | —                         | 160                       | —                         | —                         | —   | Citizens            |
| «Hero» | 2021 | —                         | 34                        | 21                        | —                         | —                         | —                         | —                         | —   | Por anunciarse      |
| «Puppet» | 2021 | —                         | —                         | —                         | —                         | —                         | —                         | —                         | —   | Citizens            |
| «RIP, Love» | 2022 | —                         | —                         | —                         | —                         | —                         | 16                        | 16                        | 27  | Citizens            |
| «Habibi (My Love)» | 2022 | —                         | —                         | —                         | —                         | —                         | —                         | —                         | —   | Por anunciarse      |
| «I'm Blue» | 2023 | —                         | —                         | —                         | —                         | —                         | —                         | —                         | —   | Por anunciarse      |
| «Don't Call Me» | 2023 | —                         | —                         | —                         | —                         | —                         | —                         | —                         | —   | Por anunciarse      |
| «Plastic Therapy» | 2023 | —                         | —                         | —                         | —                         | —                         | —                         | —                         | —   | Por anunciarse      |
| «Now or Never» (junto con Martin Solveig)                                                                                         | 2023 | —                         | —                         | —                         | —                         | —                         | —                         | —                         | —   | Sencillo sin álbum  |
| «La La La» | 2023 | —                         | —                         | —                         | —                         | —                         | —                         | —                         | —   | Por anunciarse      |
| «IL0V3Y0U» | 2023 | —                         | —                         | —                         | —                         | —                         | —                         | —                         | —   | Por anunciarse      |
| «—» denota una grabación que no fue enlistada o no se lanzó en ese territorio. «*» denota que la lista no existía en ese momento. |      |                           |                           |                           |                           |                           |                           |                           |     |                     |

Notas
1. ↑  «Bad Dreams (Stripped)» se llamaba originalmente «Bad Dreams (Piano Version)» pero se cambió en agosto de 2020.
2. ↑  «Minefields» no ingresó al Ultratop 50, pero alcanzó el número 44 en la lista Ultratop de Valonia, que clasifica las canciones que aún no han alcanzado el Ultratop 50.

#### Como artista invitada
| Título                                                                         | Año  | Posicionamiento en listas | Posicionamiento en listas | Posicionamiento en listas | Posicionamiento en listas | Álbum              |
| Título                                                                         | Año  | CAN Digital               | EUA Dance                 | FRA                       | SUI                       | Álbum              |
| ------------------------------------------------------------------------------ | ---- | ------------------------- | ------------------------- | ------------------------- | ------------------------- | ------------------ |
| «Battle» (David Guetta con Faouzia)                                            | 2018 | 38                        | 26                        | —                         | 80                        | 7                  |
| «Money» (Ninho con Faouzia)                                                    | 2019 | —                         | —                         | 12                        | —                         | Destin             |
| «I Dare You (كنتحداك)» (Kelly Clarkson con Faouzia)                            | 2020 | —                         | —                         | —                         | —                         | Sencillo sin álbum |
| «I Fly» (Galantis con Faouzia)                                                 | 2020 | —                         |                           | —                         | —                         | Scoob! The Album   |
| «—» denota una grabación que no fue enlistada o no se lanzó en ese territorio. |      |                           |                           |                           |                           |                    |

### Videografía
| Título                                | Año                    | Artista(s)             | Director(es)           |
| Como artista principal                | Como artista principal | Como artista principal | Como artista principal |
| ------------------------------------- | ---------------------- | ---------------------- | ---------------------- |
| «My Heart's Grave»                    | 2017                   | Faouzia                | Chaz                   |
| «Bad Dreams (Stripped)»               | 2018                   | Faouzia                | Ninguno acreditado     |
| «This Mountain»                       | 2018                   | Faouzia                | Ninguno acreditado     |
| «Exothermic (Piano Version)»          | 2019                   | Faouzia                | Ninguno acreditado     |
| «Born Without a Heart (Stripped)»     | 2019                   | Faouzia                | Ninguno acreditado     |
| «Born Without a Heart» (Video lírico) | 2019                   | Faouzia                | Ninguno acreditado     |
| «You Don´t Even Know Me»              | 2019                   | Faouzia                | Ninguno acreditado     |
| «You Don´t Even Know Me (Stripped)»   | 2019                   | Faouzia                | Ninguno acreditado     |
| «Tears of Gold»                       | 2019                   | Faouzia                | Ninguno acreditado     |
| «Tears of Gold (Stripped)»            | 2019                   | Faouzia                | Ninguno acreditado     |
| «The Road»                            | 2020                   | Faouzia                | Ninguno acreditado     |
| «Wake Me When It’s Over»              | 2020                   | Faouzia                | Ninguno acreditado     |
| «I Fly (Stripped)»                    | 2020                   | Faouzia                | Ninguno acreditado     |
| «Secrets»                             | 2020                   | Faouzia                | Ninguno acreditado     |
| «How It All Works Out»                | 2020                   | Faouzia                | Ninguno acreditado     |
| «How It All Works Out (Stripped)»     | 2020                   | Faouzia                | Ninguno acreditado     |
| «100 Band-Aids (Stripped)»            | 2020                   | Faouzia                | Ninguno acreditado     |
| «Born Without a Heart»                | 2020                   | Faouzia                | Ninguno acreditado     |
| «Minefields» (Video lírico)           | 2020                   | Faouzia & John Legend  | Ninguno acreditado     |
| «Minefields»                          | 2021                   | Faouzia & John Legend  | Ninguno acreditado     |
| «Don't Tell Me I'm Pretty»            | 2021                   | Faouzia                | Ninguno acreditado     |
| «Hero»                                | 2021                   | Faouzia                | Ariel Michelle         |
| «Puppet» (Video lírico)               | 2021                   | Faouzia                | Ninguno acreditado     |
| «Puppet»                              | 2022                   | Faouzia                | Kyle Cogan             |
| Como artista invitada                 |                        |                        |                        |
| «I Dare You (كنتحداك)» (Video lírico) | 2020                   | Kelly Clarkson         | Ninguno acreditado     |